# Gerhard Pusch
Gerhard Pusch (* 25. Januar 1940 in Magdeburg; † 17. November 2021) war ein deutscher Werkstoffingenieur, Hochschullehrer und Wissenschaftler.

## Leben
Gerhard Pusch legte 1958 in Brandenburg an der Havel das Abitur ab. Nach einem Praktikum im Stahl- und Walzwerk Brandenburg studierte er von 1959 bis 1965 Werkstoffkunde/Werkstoffprüfung an der Hochschule für Schwermaschinenbau Magdeburg. Anschließend arbeitete er als wissenschaftlicher Mitarbeiter am Institut für Werkstoffkunde und Werkstoffprüfung, 1970 wurde er dort zum Dr.-Ing. promoviert, ein Jahr später erwarb er die Lehrbefähigung für das Fach Werkstoffprüftechnik. 1978 folgte die Promotion B, die 1990 als Habilitation anerkannt wurde.
Von 1976 bis 1979 leitete Gerhard Pusch das Fachgebiet NE- und Pulvermetallurgie des ASMW Magdeburg, danach ging er an die Bergakademie Freiberg, wo er zunächst als Dozent und ab 1987 als außerordentlicher Professor für Werkstofftechnik wirkte. 1992 berief ihn die TU Bergakademie zum ordentlichen Professor für Werkstoffkunde und Werkstoffdiagnostik. Er gründete die Arbeitsgruppe „Experimentelle Bruchmechanik“ und betreute insgesamt 15 Promotionen zu diesem Thema. Von 1993 bis 2000 leitete er das Institut für Werkstofftechnik, 2006 wurde er emeritiert.

## Ehrungen
- Julius-Weisbach-Preis (2000)
- August-Wöhler-Medaille (2005)[1]
- Ehrenkolloquium aus Anlass seines 70. Geburtstages an der TU Bergakademie Freiberg[3] (2010)

## Veröffentlichungen (Auswahl)
- Untersuchungen zum Spannungs-Dehnungs-Verhalten einachsig zugbeanspruchter Sinterwerkstoffe. Dissertation, Magdeburg, 1970
- (mit Horst Blumenauer): Bruchmechanik : Grundlagen, Prüfmethoden, Anwendungsgebiete. Deutscher Verlag für Grundstoffindustrie Leipzig, 1973
- (mit Henry Heinz und Manfred Krempe): Technische Stoffe : metallische Werkstoffe, Plaste, Schmierstoffe; Prüfung und Korrosionsschutz. Deutscher Verlag für Grundstoffindustrie Leipzig, 1973
- Prüfmethoden der Bruchmechanik und Anwendungsbeispiele. Dissertation B, Magdeburg, 1978
- (mit Horst Blumenauer): Technische Bruchmechanik. Deutscher Verlag für Grundstoffindustrie Leipzig, 1982
- (mit Volker Höhne): Mechanische und bruchmechanische Bewertung des Bruchverhaltens von WIG-Schweißverbindungen der Aluminiumlegierung AlMg4,5Mn bei statischer, dynamischer und zyklischer Beanspruchung. Deutscher Verlag für Grundstoffindustrie Leipzig, 1991
- Bestimmung des gefügeabhängigen Rissausbreitungswiderstandes von Gusseisen mit globularer und vermicularer Graphitausbildung. VTT Espoo, 1992